# Оресте Баратьєрі
Оресте Баратьєрі (італ. Oreste Baratieri; 13 листопада 1841 — 7 серпня 1901) — італійський генерал, командувач італійськими військами під час першої італо-ефіопської війни.

## Біографія
Оресте Баратьєрі народився 13 листопада 1841 року в Кондіно.
Брав участь у 1860 році, був серед гарібальдійської «тисячі», в експедиції на Сицилію, в 1866 році — у вторгненні Гарібальді в Тіроль.
У 1891 році був призначений губернатором Еритрейської колонії. Із 1894 року йому довелося вести війну з дервішами і з Абіссінією; спершу успіх був на його боці, але 7 грудня 1895 року передовий загін його війська був знищений при Амба-Алагі, інший загін осаджений в Мекеле і змушений був здатися.
1 березня 1896 року сам Баратьєрі, на чолі майже 20-тисячного війська, напав на абіссінців у Адуа, але був розбитий ними вщент, втративши вбитими, пораненими і полоненими більше половини свого війська. За це він був звільнений у відставку (місце його зайняв Балдіссера) і відданий військовому суду. Суд хоч і виправдав його за звинуваченням у зраді, але дав його діяльності та його здібностям таку оцінку, що Баратьєрі залишив свою нову батьківщину і повернувся до Тіроль, де й прожив до самої смерті. Там він опублікував свої мемуари «Метопе d'Africa 1892-96», які мали на меті виправдати його дії.
Оресте Баратьєрі помер 7 серпня 1901 року у містечку Віпітено.